# Bojany
Bojany (ukrainisch Бояни; russisch Бояны Bojany, rumänisch Boian, deutsch bis 1918 Bojan) ist ein Dorf in der ukrainischen Oblast Tscherniwzi. Es liegt am linken Ufer des Pruths, etwa 12 Kilometer nordwestlich der ehemaligen Rajonshauptstadt Nowoselyzja und 15 Kilometer östlich der Oblasthauptstadt Czernowitz auf dem Gebiet der östlichen Bukowina gelegen, etwa 90 Prozent der Einwohner sind rumänischstämmig.

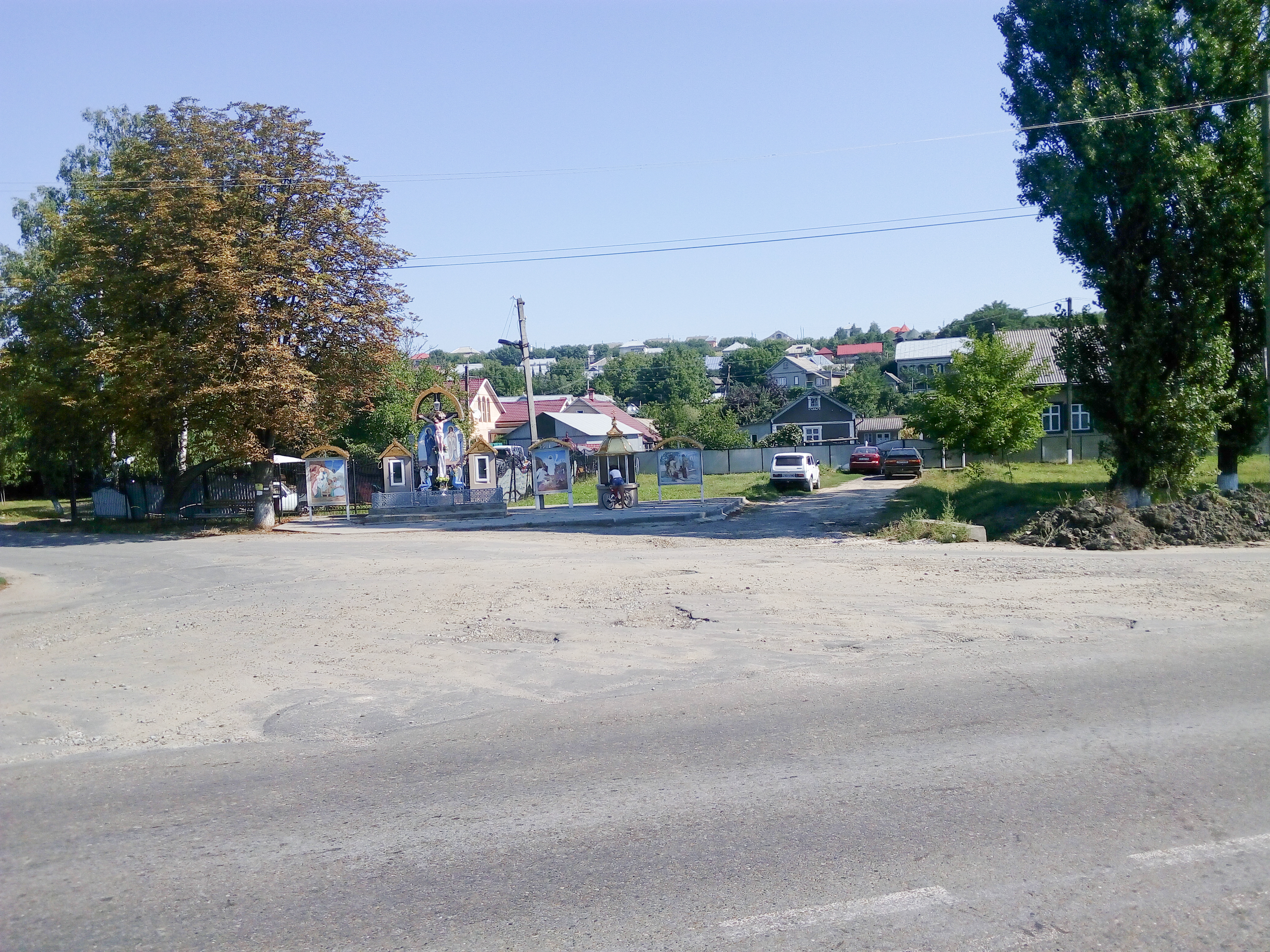
Blick in den Ort

Das Dorf wurde 1528 zum ersten Mal schriftlich erwähnt und gehörte bis 1776 zum Fürstentum Moldau. Danach wurde es durch Österreich zunächst in das Königreich Galizien und Lodomerien und ab 1849 in das neue Kronland Bukowina einverleibt.
Nach dem Ende des Ersten Weltkriegs kam der Ort zu Rumänien (Kreis Cernăuți), wurde aber im Zuge der Annexion Bessarabiens und der Nordbukowina am 2. August 1940 ein Teil der Sowjetunion (dazwischen 1941–1945 wiederum zu Rumänien) und seit 1991 ein Teil der Ukraine.
Ursprünglich aus Bojany stammen die Bojaner Chassidim, die seit dem Zweiten Weltkrieg hauptsächlich in Nordamerika leben, heute rund 2100 Familien umfassen und nach wie vor jiddischsprachig sind.
Seit 1884 hat der Ort einen südlich des Ortszentrums gelegenen Bahnhof an der heutigen Bahnstrecke Tscherniwzi–Ocnița, zwischen 1904 und 1919 war er auch der Sitz des Gerichtsbezirks Bojan.
Am 12. Juni 2020 wurde das Dorf zum Zentrum der neu gegründeten Landgemeinde Bojany (Боянська сільська громада Bojanska silska hromada). Zu dieser zählten auch die 3 in der untenstehenden Tabelle aufgelistetenen Dörfer; bis dahin bildete es zusammen mit dem Dorf Haj (Гай) die Landratsgemeinde Bojany (Боянська сільська рада/Bojanska silska rada) im Rajon Nowoselyzja.
Seit dem 17. Juli 2020 ist der Ort ein Teil des Rajons Tscherniwzi.
Folgende Orte sind neben dem Hauptort Bojany Teil der Gemeinde:
| Name                     | Name       | Name                  | Name               | Name               |
| ukrainisch transkribiert | ukrainisch | russisch              | rumänisch          | deutsch            |
| ------------------------ | ---------- | --------------------- | ------------------ | ------------------ |
| Bojaniwka                | Боянівка   | Бояновка (Bojanowka)  | Cotul Boianului    | –                  |
| Haj                      | Гай        | Гай (Gaj)             | Haii de Su         | –                  |
| Prypruttja               | Припруття  | Припрутье (Priprutje) | Lehăcenii Tăutului | Lehuczeny Teutului |

## Persönlichkeiten
- Wilhelm Stekel, österreichisch-jüdischer Mediziner